# 徳島市入田小学校
徳島市入田小学校（とくしまし にゅうたしょうがっこう）は、徳島県徳島市入田町春日にある公立小学校。

## 沿革
- 1874年 - 建文校を開設。
- 1881年 - 公立入田小学校と改称。
- 1911年 - 現在の位置に校舎を移転。
- 1941年 - 名西郡入田村入田国民学校と改称。
- 1947年 - 学制改革により名西郡入田小学校と改称。
- 1955年 - 徳島市入田小学校と改称。

## 関連学校
- 徳島市入田幼稚園
- 徳島市入田中学校

## 通学区域が隣接している学校
- 徳島市一宮小学校
- 徳島市国府小学校
- 石井町立石井小学校
- 神山町立広野小学校
- 神山町立神領小学校と隣接しているかは不明。